# Província de Hưng Yên
La província de Hung Ien (en vietnamita: Hưng Yên) és una de les províncies que conformen l'organització territorial de la República Socialista del Vietnam. La capital és Hưng Yên.
Hưng Yên està situada a la regió de delta del riu Vermell (Đồng Bằng Sông Hồng). Aquesta província posseeix una extensió de territori amb una superfície de 923,1 quilòmetres quadrats.
La població és d'1.134.100 persones (segons el cens de l'any 2005). La densitat poblacional és de 1.228,58 habitants per quilòmetre quadrat.